# 田切站
田切站（日语：／ Tagiri eki */?）是位於日本長野縣上伊那郡飯島町田切的東海旅客鐵道（JR東海）飯田線車站。

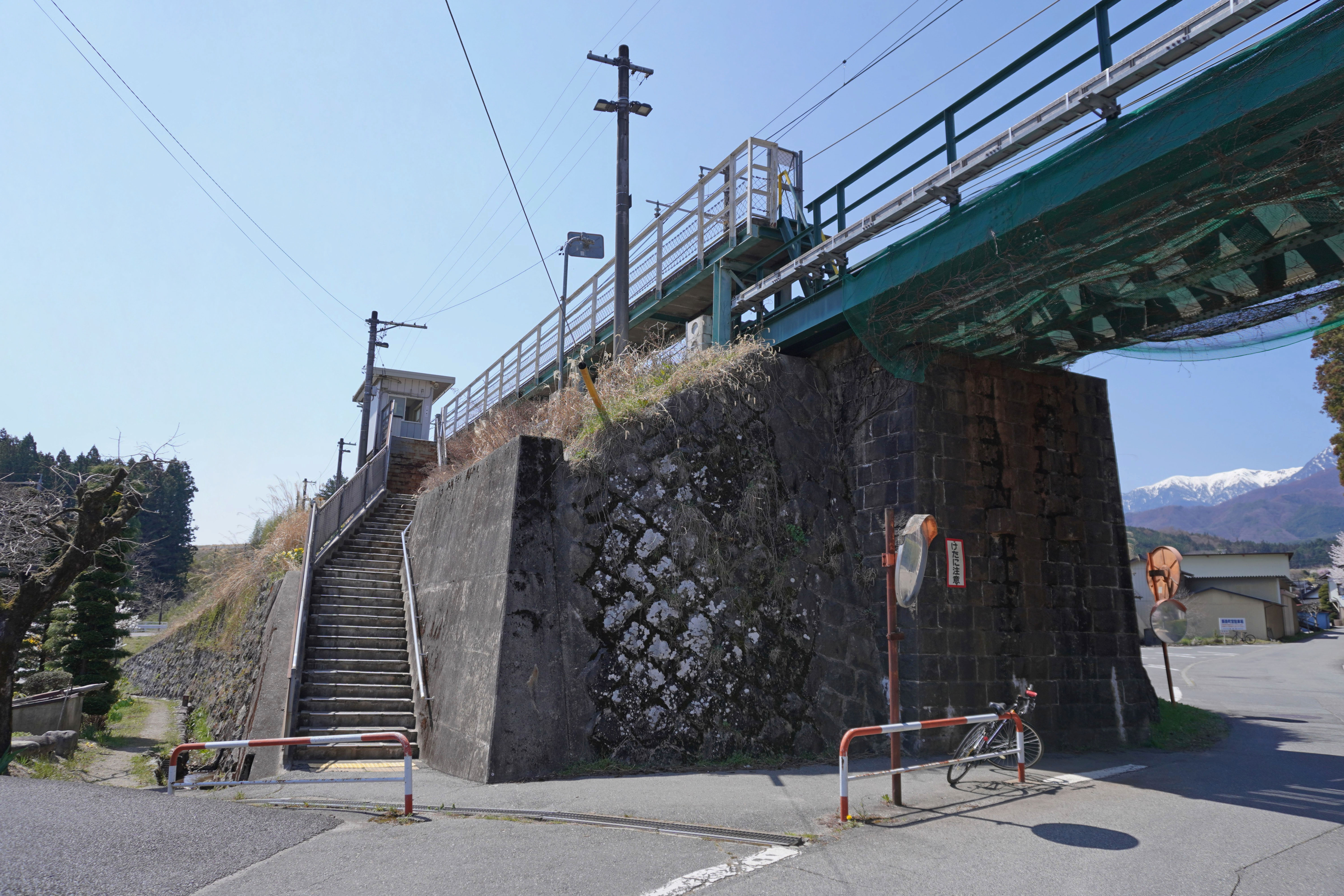
車站入口(2023年4月)

## 車站構造
- 單式月台，1面1線，可以列車交會。
- 高架車站，在填土上。
- 由伊那市站管理的無人站。
- 設有候車室。

## 車站周邊
- 國道153號
- 聖德寺

## 历史
- 1918年（大正7年）2月11日 - 伊那電車軌道（1919年改名為伊那電氣鐵道）伊那福岡臨時停車終點站至飯島站延伸段啟用。新設田切停車站。
- 1943年（昭和18年）8月1日 - 伊那電氣鐵道線國有化，成為國鐵飯田線車站。並升級為田切站。
  - 當時，在東海道本線濱松站至名古屋站、飯田線各站、中央本線上諏訪站至鹽尻站、松本站上車的乘客可使用本車站。
- 1954年（昭和29年）12月1日 - 在東京都區内的車站與長野站上車的乘客也可使用本車站。
- 1971年（昭和46年）4月1日 - 旅客上落車站的制限廢除。
- 1984年（昭和59年）6月1日 - 車站遷移，成為高架車站。
- 1987年（昭和62年）4月1日 - 因國鐵分割民營化，本站成為東海旅客鐵道的車站。
- 1998年（平成10年）5月30日 - 候車室建成。

## 相鄰車站
東海旅客鐵道
 飯田線
■快速「水篶」
通過
■普通
飯島－田切－伊那福岡
※在國有化以前，本站與飯島站之間曾設有伊那赤坂停留場。